# Bíbor nektármadár
A bíbor nektármadár (Cinnyris asiaticus) a madarak osztályának a verébalakúak (Passeriformes) rendjébe, ezen belül a nektármadárfélék (Nectariniidae) családjába tartozó faj.

## Rendszerezése
A fajt John Latham angol ornitológus írta le 1790-ben, a Certhia nembe Certhia asiatica néven. Sorolták a Nectarinia nembe Nectarinia asiatica néven.

## Alfajai
- Cinnyris asiaticus brevirostris (Blanford, 1873)
- Cinnyris asiaticus asiaticus (Latham, 1790)
- Cinnyris asiaticus intermedius (Hume, 1870)[2]

## Előfordulása
Afganisztán, Bhután, az Egyesült Arab Emírségek, India, Irán, Kambodzsa, Kína, Laosz, Mianmar, Nepál, Omán, Pakisztán, Srí Lanka, Thaiföld és Vietnám területén honos.
Természetes élőhelyei a  szubtrópusi és trópusi síkvidéki esőerdők, száraz erdők, bokrosok, folyók és patakok környéke, valamint szántók és vidéki kertek. Állandó, nem vonuló faj.

## Megjelenése
Testhossza 11 centiméter. A nemek tollazata különböző.
|  |  |

## Természetvédelmi helyzete
Az elterjedési területe rendkívül nagy, egyedszáma pedig stabil. A Természetvédelmi Világszövetség Vörös listáján nem fenyegetett fajként szerepel.